# Gliese 910
Gliese 910 (HIP 117779) is een drievoudige ster in het sterrenbeeld Pegasus op zo'n 64,9 lichtjaar van de zon. De ster heeft een magnitude van 9,75. Gliese 910 is een drievoudig system.